# Hackford, Broadland
Hackford var en civil parish fram till 1935 när den uppgick i civil parish Reepham, i grevskapet Norfolk i England. Civil parish var belägen 12 km från Aylesham och hade 604 invånare år 1931. Byn nämndes i Domedagsboken (Domesday Book) år 1086, och kallades då Hacforda.